# Сарисанг
Сарисанг — деревня на востоке Афганистана, на правом берегу верхнего течения реки Кокча, крупного левого притока Пянджа, в устье одноимённой реки, к западу от горы Тиргаран. Административно относится к району Куран-о-Мунджан провинции (вилаята) Бадахшан.

## Этимология
Топоним Сарисанг (перс. سر سنگ‎) состоит из двух слов: «сар» (سر) — голова и «санг» (سنگ) — камень.

## Лазуритовое месторождение
У деревни находится уникальное по запасам и качеству месторождение лазурита (ляпис-лазури) — Сари-Санг (Сары-Санг, Сар-э-Санг). Лазуритоносные тела обнажены в рельефе
под крутыми углами на большую глубину, что позволяет отрабатывать их штольнями на многих горизонтах (Сары-Санг). Изучение лазуритовых пород на территории Афганистана проводилось большим коллективом геологов, подробно описавшим лазуритовые породы и составившим схему геологического строения месторождения Сари-Санг.
Лазурит был известен в Древнем Египте и странах Древнего Востока.